# Romschütz
Romschütz ist ein Ortsteil der Gemeinde Göhren im thüringischen Landkreis Altenburger Land.

## Lage
Die Gemeinde Göhren befindet sich mit ihren Ortsteilen westlich von Altenburg im Zeitzer-Altenburger-Lösshügelland, einem Ausläufer der Leipziger Tieflandbucht. Romschütz liegt im Tal des Kleinen Jordans, der über die Blaue Flut in die Pleiße entwässert. Die geographische Höhe des Ortes beträgt 210 m ü. NN.

## Geschichte

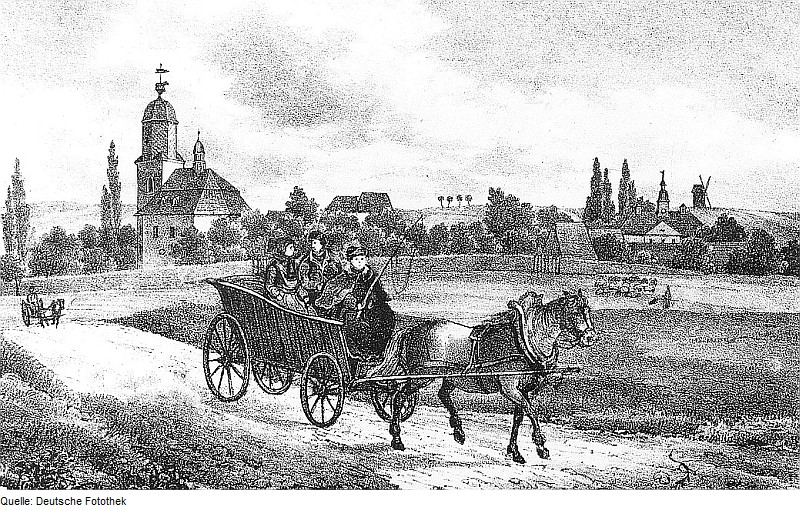
Historische Ansicht mit Kirche (links) und Schloss (rechts)

Am 1. November 1254 wurde das Dorf erstmals urkundlich erwähnt. Das Rittergut Romschütz ging aus einer mittelalterlichen Wasserburganlage hervor und wurde im 13. Jahrhundert erstmals erwähnt. Es gehörte in frühester Zeit einer pleißenländischen Adelsfamilie, die sich nach dem Gut „von Romschütz“ nannte und ein Kreuz im Wappen führte. Nach 1435 war das Gut zweihundert Jahre lang im Besitz der Familie von Zschadras. Nachdem das Geschlecht erloschen war, wurde das Gut vorübergehend fürstliches Kammergut. Seit 1700 besaßen es die Freiherren Bachoff von Echt. Das Herrenhaus stammte aus dem Jahr 1712. Im Jahre 1846 erwarb der Staatsrat Sonnenkalb das Gut. Nach diesem besaß es Gustav Meinert aus Oelsnitz, der 1882 starb und es seinem Sohn Eugen hinterließ.
Romschütz gehörte zum wettinischen Amt Altenburg, das ab dem 16. Jahrhundert aufgrund mehrerer Teilungen im Lauf seines Bestehens unter der Hoheit folgender Ernestinischer Herzogtümer stand: Herzogtum Sachsen (1554 bis 1572), Herzogtum Sachsen-Weimar (1572 bis 1603), Herzogtum Sachsen-Altenburg (1603 bis 1672), Herzogtum Sachsen-Gotha-Altenburg (1672 bis 1826). Bei der Neuordnung der Ernestinischen Herzogtümer im Jahr 1826 kam der Ort wiederum zum Herzogtum Sachsen-Altenburg.
Nach der Verwaltungsreform im Herzogtum gehörte er bezüglich der Verwaltung zum Ostkreis (bis 1900) bzw. zum Landratsamt Altenburg (ab 1900). Das Dorf gehörte ab 1918 zum Freistaat Sachsen-Altenburg, der 1920 im Land Thüringen aufging. 1922 kam es zum Landkreis Altenburg.
Am 1. Juli 1950 erfolgte die Eingemeindung von Romschütz nach Göhren. Bei der zweiten Kreisreform in der DDR wurden 1952 die bestehenden Länder aufgelöst und die Landkreise neu zugeschnitten. Somit kam Romschütz als Ortsteil von Göhren mit dem Kreis Altenburg an den Bezirk Leipzig, der seit 1990 als Landkreis Altenburg zu Thüringen gehörte und 1994 im Landkreis Altenburger Land aufging. Die ehemalige Wasserburganlage steht seit 1960 unter Bodendenkmalschutz. 1972 brach man das Schloss ab und ebnete den (Waal)-Teich mit den Schuttmassen ein. Die Wirtschaftsgebäude blieben erhalten. Das Interieur des abgerissenen Schlosses Romschütz erhielt der Pavillon des Goethe-Theaters in Bad Lauchstädt. 2012 lebten 150 Einwohner im Ortsteil.

## Kirche
- St. Matthäuskirche

## Sonstiges
In einer DDR-Haushaltwaren-Ausstellung, die Teil des Papiermuseums in der alten Papierfabrik in Fockendorf ist, werden ein Modell des abgerissenen Wasserschlosses Romschütz sowie einige Fotografien davon ausgestellt (Stand 05/2024).